# Bleșteni
Bleșteni è un comune della Moldavia situato nel distretto di Edineț di 1.794 abitanti al censimento del 2004.

## Località
Il comune è formato dall'insieme delle seguenti località (Popolazione 2004):
- Bleșteni (998 abitanti)
- Volodeni (796 abitanti)